# Royal Conservatoire of Scotland

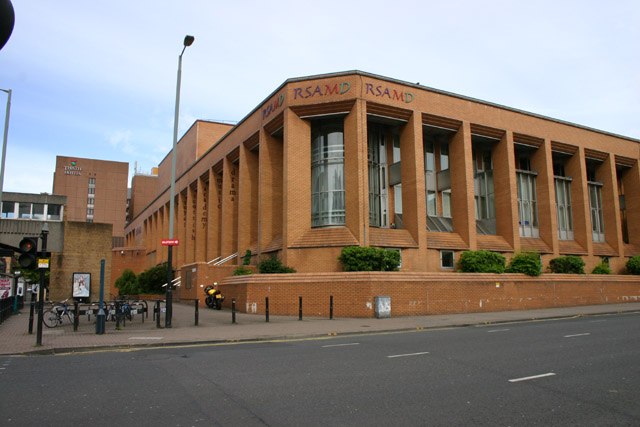
Framsidan på RSAMD

Royal Conservatoire of Scotland (tidigare känd som Royal Scottish Academy of Music and Drama (RSAMD) fram till 2011) är en högskola för musik, teater och dans i Glasgow, Skottland. Den grundades som Glasgow Educational Association 1847 och är idag en ledande kulturinstitution i Storbritannien och den institution som producerar flest musik-, teater- och dansföreställningar i Skottland.

## Fakulteter
Musik
- Klaviatur
- Sång
- Opera
- Stråkinstrument
- Träblås
- Bleckblås
- Timpani och slagverk
- Skotsk musik
- Komposition
- Musikvetenskap
- Dirigering
- Jazz

Drama
- Teater
- Klassisk och nutida litteratur (Masters)
- Modern uppförandepraxis
- Digital film och television
- Produktion och teknik
- Musikal
- Regi

Dans
- Modern balett

Junior Academy
- Musikskola för barn och ungdom
- Drama